# Óscar Cardozo
Pour les articles homonymes, voir Cardozo.
Óscar Cardozo, né le 20 mai 1983 à Juan Eulogio Estigarribia (Paraguay), est un footballeur international paraguayen qui joue au poste d'attaquant. Il joue actuellement au club paraguayen du Club Libertad.

## Biographie
Il termine meilleur buteur du championnat portugais en 2010 avec 26 buts.
Il fait partie des 23 joueurs paraguayens sélectionnés pour participer à la Coupe du monde 2010.
En 2013 et 2014, il est finaliste de la Ligue Europa avec le Benfica Lisbonne.
Après de nombreux titres et sept années passées du côté de Lisbonne, il signe en Turquie à Trabzonspor en 2014. Lors de sa première saison, il marque 14 buts en 20 matchs disputés.

## Carrière
| Période   | Club              | Pays      | Matchs | Buts |
| 2003      | CA 3 de Febrero   | Paraguay  | 22     | 14   |
| 2004      | CA 3 de Febrero   | Paraguay  | 12     | 6    |
| TOTAL     | TOTAL             | Paraguay  | 34     | 20   |
| 2004      | Nacional FC       | Paraguay  | 14     | 3    |
| 2005      | Nacional FC       | Paraguay  | 29     | 9    |
| 2006      | Nacional FC       | Paraguay  | 20     | 10   |
| TOTAL     | TOTAL             | TOTAL     | 63     | 22   |
| 2006-2007 | Newell's Old Boys | Argentine | 33     | 21   |
| TOTAL     | TOTAL             | TOTAL     | 33     | 21   |
| 2007-2008 | Benfica           | Portugal  | 45     | 22   |
| 2008-2009 | Benfica           | Portugal  | 35     | 17   |
| 2009-2010 | Benfica           | Portugal  | 47     | 38   |
| 2010-2011 | Benfica           | Portugal  | 42     | 23   |
| 2011-2012 | Benfica           | Portugal  | 45     | 28   |
| 2012-2013 | Benfica           | Portugal  | 46     | 33   |
| 2013-2014 | Benfica           | Portugal  | 32     | 11   |
| TOTAL     | TOTAL             | TOTAL     | 292    | 172  |
| 2014-2015 | Trabzonspor       | Turquie   | 42     | 20   |
| 2015-2016 | Trabzonspor       | Turquie   | 24     | 8    |
| 2016-2017 | Trabzonspor       | Turquie   |        |      |
| TOTAL     | TOTAL             | TOTAL     | 66     | 28   |

## Statistiques

### En sélection nationale
| Saison                | Sélection             | Phases finales        | Phases finales | Phases finales | Phases finales | Éliminatoires CDM | Éliminatoires CDM | Éliminatoires CDM | Matchs amicaux | Matchs amicaux | Matchs amicaux | Total | Total | Total |
| Saison                | Sélection             | Compétition           | M              | B              | Pd             | M                 | B                 | Pd                | M              | B              | Pd             | M     | B     | Pd    |
| --------------------- | --------------------- | --------------------- | -------------- | -------------- | -------------- | ----------------- | ----------------- | ----------------- | -------------- | -------------- | -------------- | ----- | ----- | ----- |
| 2006-2007             | Paraguay              | Copa América 2007     | 3              | 1              | 1              | -                 | -                 | -                 | 5              | 1              | 0              | 8     | 2     | 1     |
| 2007-2008             | Paraguay              | -                     | -              | -              | -              | 4                 | 0                 | 0                 | 5              | 0              | 0              | 9     | 0     | 0     |
| 2008-2009             | Paraguay              | -                     | -              | -              | -              | 5                 | 1                 | 0                 | 2              | 0              | 0              | 7     | 1     | 0     |
| 2009-2010             | Paraguay              | Coupe du monde 2010   | 5              | 0              | 0              | 3                 | 1                 | 0                 | 2              | 0              | 0              | 10    | 1     | 0     |
| 2010-2011             | Paraguay              | Copa América 2011     | -              | -              | -              | -                 | -                 | -                 | 3              | 1              | 0              | 3     | 1     | 0     |
| 2011-2012             | Paraguay              | -                     | -              | -              | -              | 3                 | 0                 | 0                 | 2              | 3              | 0              | 5     | 3     | 0     |
| 2012-2013             | Paraguay              | -                     | -              | -              | -              | 4                 | 0                 | 0                 | 1              | 1              | 0              | 5     | 1     | 0     |
| 2013-2014             | Paraguay              | -                     | -              | -              | -              | 2                 | 0                 | 0                 | -              | -              | -              | 2     | 0     | 0     |
| 2017-2018             | Paraguay              | -                     | -              | -              | -              | 2                 | 1                 | 0                 | -              | -              | -              | 2     | 1     | 0     |
| 2018-2019             | Paraguay              | Copa América 2019     | 2              | 1              | 0              | -                 | -                 | -                 | 2              | 1              | 0              | 4     | 2     | 0     |
| 2021-2022             | Paraguay              | -                     | -              | -              | -              | 2                 | 0                 | 0                 | -              | -              | -              | 2     | 0     | 0     |
| 2023-2024             | Paraguay              | Copa América 2024     | -              | -              | -              | 1                 | 0                 | 0                 | -              | -              | -              | 1     | 0     | 0     |
| Total sur la carrière | Total sur la carrière | Total sur la carrière | 10             | 2              | 1              | 26                | 3                 | 0                 | 22             | 7              | 0              | 58    | 12    | 1     |

## Palmarès
- Champion de Grèce en 2017
- Champion du Portugal en 2010 et 2014 avec Benfica
- Vainqueur de la Coupe du Portugal en 2014
- Vainqueur de la Coupe de la Ligue en 2009, 2010, 2011 et 2014 avec Benfica
- Vainqueur de Torneio du Guadiana en 2009 avec Benfica
- Meilleur buteur du championnat portugais en 2010 (26 buts) et 2012 (20 buts)